# Brian Molko
A félig skót, félig amerikai Brian Molko (Brüsszel, 1972. december 10. –) a Placebo nevű brit együttes énekeseként vált híressé.

## Életrajza
Brüsszelben született, majd gyermekkorának első évei azzal teltek, hogy a világ egyik végéből utazott a másikba, mivel családja Belgium után Libanonba költözött, majd végül Luxemburgban kötöttek ki.

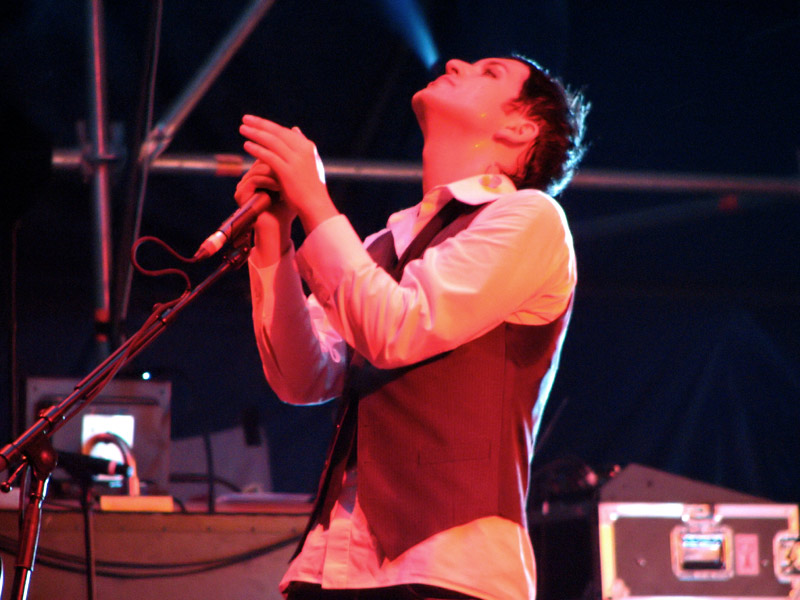
Brian Molko

Művészi hajlamai igen hamar megmutatkoztak; tizenegy éves korára a zene és a színészkedés volt a két legnagyobb szenvedélye.
Körülbelül ebben az életkorban kezdődtek nézeteltérései az édesanyjával, aki rendkívül vallásos volt és fiától is ezt követelte volna meg. Szerette volna, ha Brianből pap lesz, de a fiú erről másképp gondolkozott.
Tizennégy éves volt, mikor járni kezdett első barátnőjével, egy 16 éves, Carol nevű francia lánnyal.
A biszexualitását mindig is nyíltan felvállaló Brian első homoszexuális kapcsolata 16 éves korában volt egy fiatalabb francia fiúval.
Amint befejezte a középiskolát, Londonba ment, drámát tanulni a Goldsmith egyetemen. Ennek a szülei egyáltalán nem örültek; apja, aki bankár volt szerette volna, ha Brian – bátyjához hasonlóan – ugyanezt a szakmát választja.
Az egyetem után Brian főleg azzal keresett pénzt, hogy különböző bárokban vállalt fellépéseket. Akkoriban már rendszeresen kifestette magát, s hatalmas kék szemeivel meg hosszú fekete hajával valóban elég nőiesen festett. Nem egyszer megesett, hogy miután bemutatkozott egy férfinak, az meglepetten így szólt: „elég furcsa név egy lánynak az, hogy Brian”. Ő erre ártatlanul azt válaszolt, hogy: „de én nem is vagyok lány”.
Egyik éjjel, mikor Brian épp a metróra várakozott megpillantotta Stefan Olsdalt, aki a középiskolában évfolyamtársa volt. Stefan ekkoriban érkezett Svédországból Londonba, ahol zenét tanult a konzervatóriumban. Brian rávette, hogy nézze meg az egyik fellépését, ami olyan nagy hatással volt a svéd fiúra, hogy felvetette a zenekar-alapítás ötletét. Úgy gondolta, ő fog basszusgitározni, Brian pedig majd énekel. Már csak egy dobosra volt szükségük. Így került a képbe Steve Hewitt, s ezzel megalakult az Ashtray Heart nevű formáció. Steve-nek azonban hamarosan el kellett hagynia a bandát, így Stefan megkérte az egyik ismerősét, Robert Schulzberget, hogy lépjen a helyébe. Az új együttes úgy döntött, hogy a Placebo nevet veszi fel.
Első albumuk, a Placebo után Schulzberg kivált az együttesből, míg Steve visszakerült a dobosnak, ezúttal végleg. Amint a Placebo híressé vált, Brian féktelen hedonizmusba kezdett; sohasem titkolta, hogy a drogokat sem veti meg – ez néhány dalszövegből is megtudható.
Párkapcsolatait sem lehetett éppen kiegyensúlyozottaknak nevezni; egyik lány után jött a másik. Az egyik exbarátnője öngyilkos lett, miután Brian elhagyta. (A Without You I'm Nothing album nem egy dala utal erre.) Azonban egy ideje már megvan Brian állandó partnere, Helena Berg; 2005-ben született meg Cody nevű kisfiuk. (Nevét Brian egy régi barátja után kapta, aki autóbalesetben életét vesztette.) Brian filmszerepet is vállalt a Velvet Goldmine című 1997-es filmben, mely a hetvenes évek glam-rock őrületét mutatja be.

## Placebo diszkográfia
- 1996 – Placebo
- 1998 – Without you i'm nothing
- 2000 – Black Market Music
- 2003 – Sleeping with ghosts
- 2006 – Meds
- 2009 – Battle for the Sun
- 2013 – Loud Like Love
- 2022 – Never Let Me Go